# 西溪 (歙县)
西溪是中国安徽省黄山市歙县西郊郑村镇郑村下属的一个自然村，位于县城以西5公里。该村为汪姓聚居地，东与黄宾虹故里潭渡村毗邻，西与郑姓居住地郑村连成一片，作为郑村的一部分被评为第五批“中国传统村落”。
西溪由始迁祖汪人鑑（1230-1302年）创建于元朝至元辛卯（1291年），是歙西望族汪姓聚居的传统古村落。西溪汪氏有和义堂、善继堂、崇义堂。明清时期，西溪汪氏四分之三外出经商，又将所得利润用于设义学，培养同族子弟，因此西溪同时也是著名的历史文化古村，明、清两朝有举人18位，进士6位。并且曾经拥有学术圣地不疏园。江永和以戴震、郑牧、汪肇龙、程瑶田、汪梧凤、方矩、金榜等“江门七子”，在不疏园创建徽派朴学。

## 名人
- 汪景晃（1666—1761年），字明若，号旭轩，盐商、慈善家，在浙江兰溪经商
- 汪泰安（1699—1761年），字永宁，号盘石，汪景晃次子，儒商，于乾隆初年斥巨资建造不疏园，藏书数十万册，聘请婺源江湾人大学者江永来不疏园讲学（1752-1758年）创立徽州朴学。
- 汪梧凤（1725—1771年）汪泰安长子
- 汪漪（1730—1779年）。原名思桐，字文波，又字鉴云，汪泰安次子，在金华兰溪经营布业。支持胞兄汪梧凤。
- 汪运镳（1808—1873年），字瑞公，号廉甫。汪绍墉（1781—1837年）次子，书法家。
- 汪运錀（1832-1879年），同治十年辛未科（1871年）进士，翰林院检讨
- 汪宗沂（1837-1906年）字仲伊，一字咏村，号韬庐（晚年在不疏园旧址旁建韬庐，故号）。汪运镳仲子，光緒六年（1880年）庚辰科进士。
- 汪春榜，光緒二十一年（1895年）乙未科进士。
- 汪采白（1887-1940年），名孔祁，字采白，一字采伯，号澹庵，别号洗桐居士，汪宗沂长孙。画家，葬歙县披云峰。

## 文物保护单位
西溪拥有多处各级文物保护单位：
| 编号                 | 名称                 | 年代                 | 地址                 | 分类                 | 图片                 | 备注                 |                      |
| 安徽省文物保护单位]] | 安徽省文物保护单位]] | 安徽省文物保护单位]] | 安徽省文物保护单位]] | 安徽省文物保护单位]] | 安徽省文物保护单位]] | 安徽省文物保护单位]] | 安徽省文物保护单位]] |
| -------------------- | -------------------- | -------------------- | -------------------- | -------------------- | -------------------- | -------------------- | -------------------- |
| 2-22                 | 忠烈坊               | 明                   | 郑村镇郑村西溪       | 古建筑               |                      | 第二批省保           |                      |
| 6-91                 | 和义堂               | 清                   | 郑村镇郑村西溪       | 古建筑               |                      | 第六批省保           |                      |
| 歙县文物保护单位     |                      |                      |                      |                      |                      |                      |                      |
|                      | 西溪文会             |                      | 郑村镇郑村西溪       |                      |                      |                      |                      |

忠烈坊三座牌坊（忠烈祠坊、司农卿坊、直秘阁坊）比肩矗立，分别纪念唐初越国公汪华（587－649年）、宋代汪叔詹（1080-1160）和汪若海（1101-1161）父子。三座牌坊建于明正德五年（1510），原在汪姓族人祭祀汪华的忠烈祠前，祠已不存。
和义堂建于清乾隆四十五年（1780年），是翰林汪运錀故居。建筑规模很大，有东中西三路，房间七十六间，占地2.42亩。和义堂以其所办的私塾著称于世，民间称为翰林院。2019年列为安徽省文物保护单位。
西溪著名的不疏园，建于清乾隆初年，存世120年左右，咸丰年间为太平军所毁。